# Berndt Nilsson
Berndt Herman Bernhard Nilsson, född 22 augusti 1939 i Göteborg, är en svensk simmare. Han tävlade för Göteborgs KK.
Nilsson tävlade för Sverige vid olympiska sommarspelen 1960 i Rom, där han blev utslagen i försöksheatet på 200 meter bröstsim.
Nilsson tog SM-brons 1961 på 200 meter bröstsim (långbana). På 200 meter bröstsim (kortbana) tog han silver 1959 och 1960 samt brons 1961. På 200 meter fjärilsim (långbana) tog Nilsson brons 1960. På 200 meter medley (kortbana) tog han silver 1959.
Han var en del av Göteborgs KK:s lag som tog SM-brons på 4x100 meter bröstsim (kortbana) 1961 och 1962. Nilsson tog även SM-guld i livräddning 1960 och 1961.